# Musée Noguchi

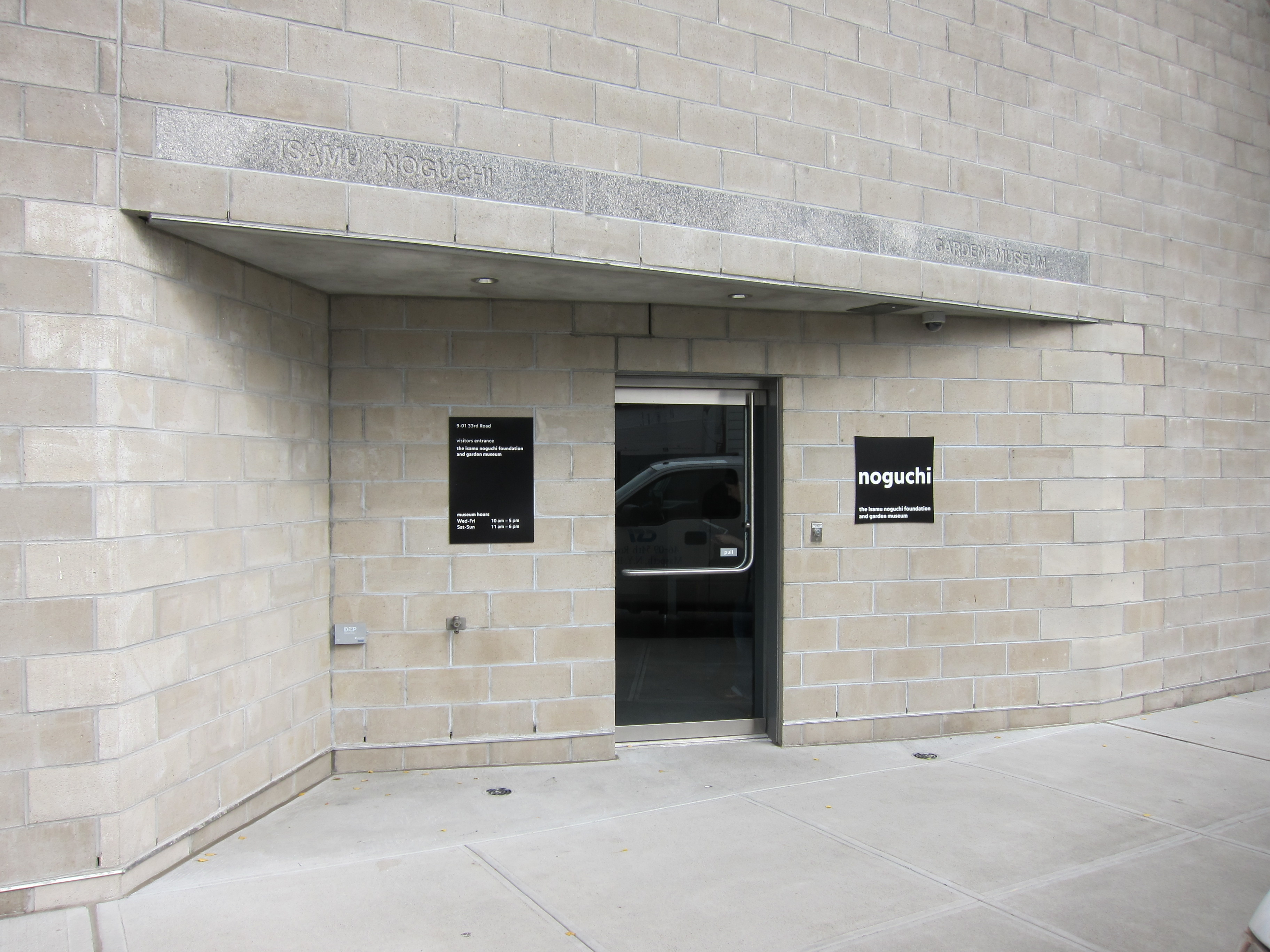
Entrée du musée.

Le Musée Noguchi, dans le Queens, New York, affrété sous le nom de Isamu Noguchi Foundation and Garden Museum, est un musée qui été conçu et créé par le sculpteur nippo-américain Isamu Noguchi. S'ouvrant sur une base limitée au public en 1985, le but du musée et de la fondation était et reste de préserver et d'exposer les sculptures, les maquettes, les décors, les dessins et les meubles de Noguchi. Les deux étages, 2 200 m² de musée et le jardin de sculptures adjacent, situés dans la section Long Island City du Queens, à un pâté de maisons du parc de sculptures de Socrates, ont subi des rénovations majeures en 2004, ce qui a permis au musée de rester ouvert toute l'année.

## Description et histoire
Pour abriter le musée, en 1974, Noguchi a acheté une usine de photogravure et une station-service situées en face de son studio de New York, où il avait travaillé et vécu depuis 1961. Le musée du jardin Isamu Noguchi a ouvert ses portes au public en 1985 sur une base saisonnière.
En 1999, le Conseil de la Fondation a approuvé un plan-cadre d'équipement de 13,5 millions de dollars pour répondre aux préoccupations structurelles, à la conformité aux codes du bâtiment de l'Americans with Disabilities Act et de New York et créer un nouvel établissement d'enseignement public. Pendant la rénovation, le musée a déménagé dans un espace temporaire à Sunnyside (Queens), et a organisé plusieurs expositions thématiques de l'œuvre de Noguchi. En février 2004, le musée a été officiellement agréé en tant que musée et a obtenu le statut d'organisme de bienfaisance public 501 (c) (3). Le musée Noguchi a rouvert ses portes au public dans son espace récemment rénové en juin 2004. Le bâtiment du musée a continué de souffrir de problèmes structurels jusqu'au début des années 2000 et un deuxième projet de stabilisation de 8 millions de dollars a été lancé en septembre 2008.
Il y a douze galeries et une boutique de cadeaux dans le musée.

### Ailante glanduleux
Jusqu'au 26 mars 2008, un Ailante glanduleux (Ailanthus altissima) de 18 m et âgé de 75 ans, était une pièce maîtresse de premier plan du jardin de sculptures au musée. L'arbre a été épargné par Noguchi quand en 1975 il a acheté le bâtiment qui allait devenir le musée et a nettoyé son terrain arrière. « Dans un sens, le jardin de sculptures a été conçu autour de l'arbre », a déclaré une ancienne aide de Noguchi, Bonnie Rychlak, qui est devenue plus tard la conservatrice du musée. Début 2008, l'arbre était en train de mourir et menaçait de s'écraser sur le bâtiment, qui était sur le point de subir une rénovation de 8,2 millions de dollars. Le musée a embauché le Detroit Tree of Heaven Woodshop, un collectif d'artistes, pour utiliser le bois pour fabriquer des bancs, des sculptures et d'autres équipements dans et autour du bâtiment.

### Exposition
Le Musée a célébré le 25e anniversaire de son ouverture avec l'exposition Devenir artiste. Isamu Noguchi et ses contemporains, 1922 - 1960, qui a montré du 17 novembre 2010 au 24 avril 2011.
En 2018, le Musée commandite au studio Ymer&Malta une collection hommage à la série de lampes Akari. L'exposition est prolongée pendant un an.

### Éducation
Le New York State Council on the Arts a reconnu le programme éducatif du Musée, Art for Families, comme un exemple remarquable de programme de sensibilisation communautaire, et Art for Tots comme une « approche superbe » pour mettre les jeunes enfants à l'aise dans un musée[réf. nécessaire].